# جدیر
جدیر نام روستایی از توابع بخش مرکزی شهرستان جهرم در استان فارس است.